# Coupe des Pays-Bas de football 1998-1999
Navigation
Édition précédente Édition suivante
La Coupe des Pays-Bas de football 1998-1999, nommée la KNVB beker, est la 81e édition de la Coupe des Pays-Bas. La finale se joue le 13 mai 1999 au stade De Kuip à Rotterdam.
Le club vainqueur de la coupe est qualifié pour le premier tour de la Coupe UEFA 1999-2000.

## Finale
L'Ajax Amsterdam gagne la finale contre le Fortuna Sittard et remporte son quatorzième titre. La rencontre s'achève sur le score de 2 à 0, Jesper Grønkjær marque un doublé. L'Ajax Amsterdam qui termine à la 6e place dans le championnat sauve sa saison avec ce titre.